# Landkreis Stanislau
Powiat Stanislau (niem. Landkreis Stanislau, Kreishauptmannschaft Stanislau, pol. powiat stanisławowski) – jednostka podziału administracyjnego Generalnego Gubernatorstwa w latach 1941–1944, wchodząca w skład dystryktu galicyjskiego. Siedziba dystryktu znajdowała się w Stanislau (Stanisławowie).
Tereny obwodu stanisławowskiego zostały zajęte przez wojska niemieckie w czerwcu 1941. Galicja Wschodnia weszła 1 sierpnia 1941 w skład Generalnego Gubernatorstwa pod nazwą Dystrykt Galicja na mocy dekretu Adolfa Hitlera z 1 sierpnia 1941. Niemieckie władze wojskowe sprawowały władzę do 5 sierpnia 1941, kiedy to utworzono Landkreis Stanislau..
15 września 1941 do Landkreis Stanislau włączono zniesiony Landkreis Rohatyn.
1 sierpnia 1943 do Landkreis Stanislau włączono część zniesionego Landkreis Kałusz (miasto Kałusz oraz gminy Hołyń, Niebyłów, Łdziany, Nowica, Tomaszowce, Wierzchnia, Wistowa i Wojniłów).
Landkreis Stanislau funkcjonował do sierpnia 1944, do zajęcia jego terenów przez Armię Czerwoną.